# روجر إيبرت
روجر جوزيف إيبرت (بالإنجليزية: Roger Ebert)‏ (18 يونيو 1942 - 4 أبريل 2013) كان ناقدًا سينمائيًا أمريكيًا، ومؤرخًا، وصحفيًا، وكاتب سيناريو، ومؤلفًا. كان ناقدًا سينمائيًا لصحيفة شيكاغو صن-تايمز منذ عام 1967 وحتى وفاته في عام 2013. في عام 1975، أصبح إيبرت أول ناقد سينمائي يفوز بجائزة بوليتزر عن فئة النقد.
ساهم إيبرت مع الناقد في صحيفة شيكاغو تريبيون، جين سيسكيل، في تعميم مراجعة الأفلام المتلفزة على صعيد الولايات المتحدة عندما شاركا في استضافة برنامج سنيك بريفيوز على بي بي إس، متبوعًا بالعديد من برامج آت ذا موفيز تحت أسماء متنوعة. تجادل الاثنان شفهيًا وتبادلا التعليقات الفكاهية اللاذعة في أثناء مناقشة الأفلام. ابتكرا عبارة «إبهامين للأعلى» وجعلاها علامة مسجلة، فاستخدماها عندما أعطى كلاهما الفيلم ذاته مراجعة إيجابية. بعد وفاة سيسكيل في عام 1999، واصل إيبرت استضافة البرنامج مع العديد من الضيوف المشاركين، وبعد ذلك، بدءًا من عام 2000، مع ريتشارد روبر.
قال نيل ستاينبرغ من صحيفة شيكاغو صن-تايمز عن إيبرت إنه «كان بلا شك الناقد السينمائي الأبرز والأكثر تأثيرًا في البلاد»، ووصفه توم فان ريبر من مجلة فوربس بأنه «أقوى خبير في أمريكا»، وأيضًا كينيث توران من صحيفة لوس أنجلوس تايمز بأنه «ناقد الأفلام الأكثر شهرة في أمريكا».
شُخِّصَ إيبرت بسرطان الغدة الدرقية والغدد اللعابية في عام 2002. في عام 2006، احتاج إلى معالجة استلزمت إزالة فكه السفلي، ما جعله مشوهًا بشدة وفاقدًا القدرة على التحدث أو تناول الطعام بشكل طبيعي. ظلت قدرته على الكتابة سليمة واستمر في النشر بشكل متكرر على الإنترنت وفي شكل مطبوع حتى وفاته في 4 أبريل 2013.

## مشواره المهني

### الكتابة
بدأ روجير إيبرت حياته المهنية ناقدًا سينمائيًا في عام 1967 لصحيفة شيكاغو صن-تايمز. وفي نفس العام، التقى بالناقدة السينمائية بولين كايل لأول مرة في مهرجان نيويورك السينمائي، وبعد أن أرسل لها بعضًا من مقالاته، أخبرته الناقدة أن أعماله تعدّ «أفضل نقد سينمائي نشرته الصحف الأمريكية اليوم». كما كتب روجير إيبرت عن مواضيع أخرى لصحيفة صن-تايمز، بما فيها عن الموسيقى والطبخ والسياسية.

### مسيرته اللاحقة

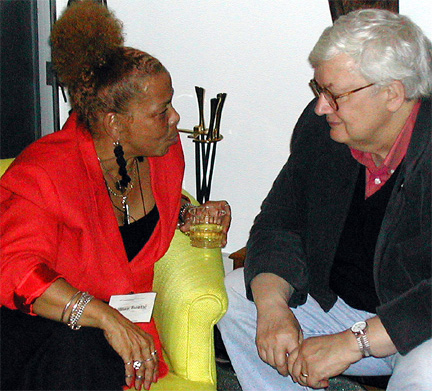
إيبرت (يمين) في 11 سبتمبر 2002 بعد فترة قليلة من تشخيصه بمرض مرض السرطان

أنهى إيبرت ارتباطه ببرامج آت ذا موفيز المملوك لشركة ديزني في يوليو 2008، بعد أن أشار الاستوديو إلى رغبته في أخذ البرنامج في اتجاه جديد. في 18 فبراير 2009، أفاد إيبرت أنه ورويبر سيعلنان قريبًا عن برنامج جديد لمراجعة الأفلام، وأكدوا هذه الخطة بعد أن أعلنت ديزني أن الحلقة الأخيرة من البرنامج ستبث في أغسطس 2010.
في 31 يناير 2009، أصبح إيبرت عضوًا فخريًا مدى الحياة في نقابة المخرجين الأمريكية. عُرِضت سلسلته التلفزيونية الأخيرة، إيبرت بريزنتس: آت ذا موفيز، للمرة الأولى في 21 يناير 2011، مع مساهمة إيبرت في مراجعة بصوت بيل كورتيس في مقطع موجز بعنوان «مكتب روجر»، بالإضافة إلى عرض مراجعات أكثر تقليدية للأفلام بالشكل المتبع لـ«آت ذا موفيز» بتقديم كريستي لومير وإغناتي فيشنفتسكي.

آخر مراجعة كتبها إيبرت كانت لفيلم تو ذا وندر، الذي أعطاه 3.5 من أصل 4 نجوم في مراجعة لصحيفة شيكاغو صن-تايمز. نُشِرَت في 6 أبريل 2013. في يوليو 2013، ظهرت مراجعة غير منشورة مسبقًا لفيلم كومبيوتر تشيس على موقع إيبرت على الويب. كُتِبَت المراجعة في مارس لكنها ظلت غير منشورة حتى تاريخ إصدار الفيلم عالميًا. أكد مات زولير سيتز، محرر موقع إيبرت على الإنترنت، وجود مراجعات أخرى غير منشورة كان من شأنها أن تُرفع لاحقًا على الموقع الإلكتروني. نُشِرَت مراجعة ثانية بعد وفاته لفيلم ذا سبيكتاكيولار ناو (المدهش الآن) في أغسطس 2013.

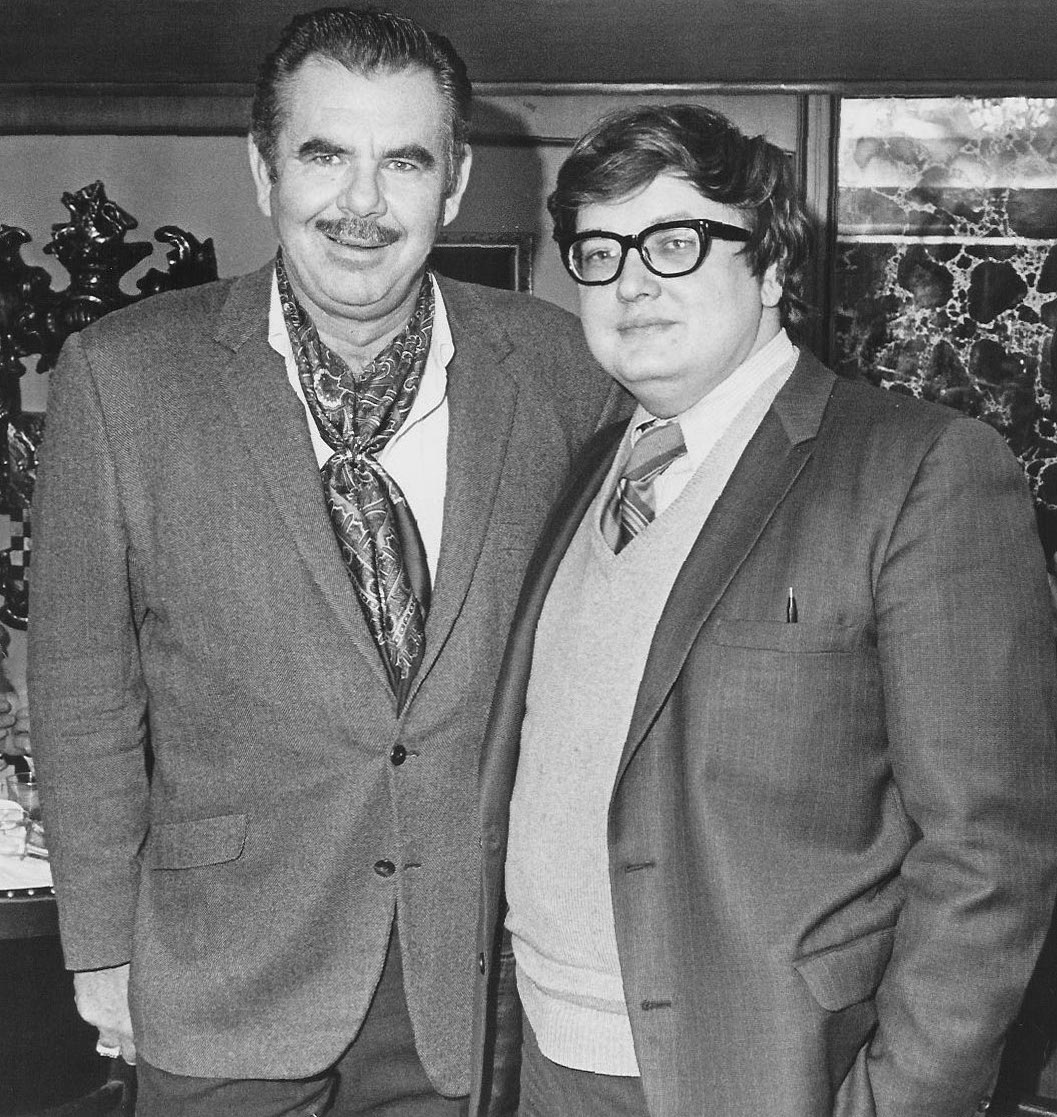
روجر ايبرت

## وصلات خارجية
- الموقع الرسمي على الإنترنت
- روجر إيبرت على موقع IMDb (الإنجليزية)
- روجر إيبرت على موقع ميتاكريتيك (الإنجليزية)
- روجر إيبرت على موقع ميتاكريتيك (الإنجليزية)
- روجر إيبرت على موقع الموسوعة البريطانية (الإنجليزية)
- روجر إيبرت على موقع روتن توميتوز (الإنجليزية)
- روجر إيبرت على موقع روتن توميتوز (الإنجليزية)
- روجر إيبرت على موقع ألو سيني (الفرنسية)
- روجر إيبرت على موقع تيرنر كلاسيك موفيز (الإنجليزية)
- روجر إيبرت على موقع أول موفي (الإنجليزية)
- روجر إيبرت على موقع قاعدة بيانات الأفلام السويدية (السويدية)
- روجر أيبرت على موقع تي في.كوم